# Istituto per la Propaganda della Cultura Italiana
L'Istituto per la Propaganda della Cultura Italiana (o in sigla IPCI) fu una casa editrice italiana fondata da Angelo Fortunato Formiggini. Il consiglio direttivo comprendeva molti tra i nomi più illustri della cultura italiana.
Su proposta del ministro Giovanni Gentile un Regio Decreto eresse l'IPCI a Ente Morale. In un secondo momento il nome divenne "Fondazione Leonardo per la Cultura Italiana". Il presidente del consiglio della fondazione era Ferdinando Martini, che appoggiò il progetto di Formìggini di dar vita a una Grande Enciclopedia Italica. Tale progetto prevedeva 18 volumi che avrebbero rappresentato, per l'Italia di allora, un'opera culturale di primo livello.
Nel 1923 il ministro dispose un'inchiesta amministrativa che portò all'estromissione di Formiggini e la Fondazione Leonardo finì per essere poi assorbita dall'Istituto Fascista di Cultura.
Poco tempo dopo, nel 1925, il senatore  Treccani degli Alfieri, insieme a Tuminelli e Treves, realizzò un'enciclopedia che poi fu gestita dall'Istituto per l'Enciclopedia Italiana e che fu diretta da Giovanni Gentile.